# Margaret Chan
Pour les articles homonymes, voir Chan.
Margaret Chan (nom complet : Margaret Chan Fung Fu-chun, chinois simplifié : 陈冯富珍 ; chinois traditionnel : 陳馮富珍 ; pinyin : Chénféng Fùzhēn ; cantonais Jyutping : Can4 Fung4 Fu3 Zan1) est une médecin chinoise née le 22 août 1947 à Hong Kong. Elle est directrice générale de l'Organisation mondiale de la santé (OMS) entre 2007 et 2017.

## Biographie

### Formation
Margaret Chan obtient un baccalauréat ès arts en économie familiale en 1973 et un doctorat en médecine (M.D.) à l'université de Western Ontario en 1977 ainsi qu'un diplôme de santé publique à l'université nationale de Singapour. Elle suit également un programme de perfectionnement des cadres (management development) à la Harvard Business School en 1991. 

### Carrière professionnelle
Elle rejoint le gouvernement de Hong Kong en décembre 1978 en tant que médecin. En novembre 1989, elle est promue directrice assistante du département de la santé, puis vice-directrice en avril 1992. En juin 1994, elle devient la première femme à diriger le département de la santé de Hong-Kong puis, après 25 ans de service, quitte le gouvernement en août 2003 pour rejoindre l'OMS.

### Carrière à  l'OMS

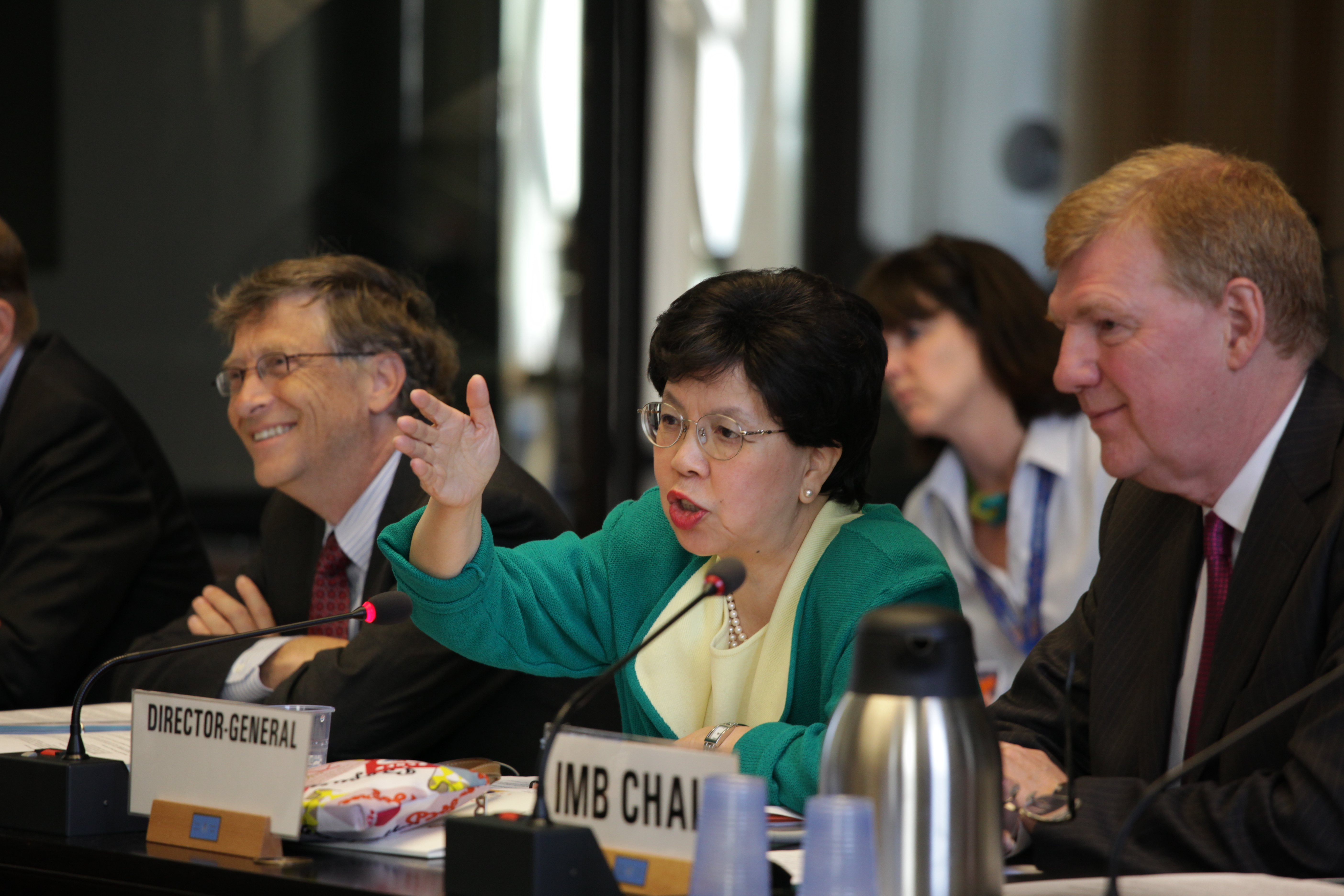
Margaret Chan avec Bill Gates à l'Assemblée mondiale de la santé de 2011.

Entrée à l'OMS en 2003, le docteur Chan occupe d'abord le poste de directrice du département protection de l’environnement humain. En juin 2005, elle est nommée directrice pour les maladies transmissibles, chargée de la surveillance et de l'action, ainsi que représentante du directeur général chargée de la grippe pandémique. En septembre 2005, elle est nommée sous-directrice générale chargée des maladies transmissibles.
Lee Jong-wook, le directeur général de l'organisation meurt subitement le 22 mai 2006. Le 8 novembre suivant, le conseil exécutif de l'OMS choisit Margaret Chan pour lui succéder, décision qui est approuvée le lendemain au cours d'une conférence spéciale de l'organisation. Elle prend ses fonctions le 4 janvier 2007 pour un mandat de cinq ans. Seule candidate à sa réélection, elle est reconduite pour un second mandat le 23 mai 2012.

## Distinctions
En 1997, elle est honorée par la Faculty of Public Health Medicine of the Royal Colleges of Physicians et elle reçoit également l'ordre de l'Empire britannique des mains de la reine Élisabeth II.
En 2007, elle est classée comme la 37e femme la plus puissante au monde par le magazine Forbes.